# رودي ماتر
رودي ماتر (بالفرنسية: Rudy Mater)‏ (مواليد 13 أكتوبر 1980 في فالينسيان - فرنسا) لاعب كرة قدم فرنسي يلعب حاليا لصالح نادي الدرجة الأولى فالينسيان الفرنسي منذ 2002 في مركز قلب الدفاع .

## روابط خارجية
- رودي ماتر على موقع رابطة كرة القدم الفرنسية للمحترفين (الإنجليزية)
- رودي ماتر على موقع قاعدة بيانات كرة القدم.إي يو (الإنجليزية)
- رودي ماتر على موقع ليكيب (الفرنسية)
- رودي ماتر على موقع Soccerway.com (الإنجليزية)
- رودي ماتر على موقع كووورة
- رودي ماتر على موقع AS.com (الإسبانية)